# Korvatunturi
Korvatunturi, dosłownie po fińsku "Góra-ucho" – szczyt wzgórza wys. 486 m n.p.m. na granicy Finlandii i Rosji. Składa się właściwie z trzech szczytów (granica państw przebiega przez środkowy), a całość przypomina nieco kształtem ludzkie ucho. Fiński radiowiec Markus Rautio stworzył w 1927 roku legendę, że jest to ucho wysłuchujące dziecięcych życzeń i że tutaj mieszka Joulupukki (fiński odpowiednik  Świętego Mikołaja). Na adres pobliskiego urzędu pocztowego, noszącego pocztowy numer adresowy FIN-99999 co roku przychodzi do Świętego Mikołaja tysiące listów z Finlandii i z całego świata.
Po wojnie zimowej Finlandia musiała 13 marca 1940 oddać część terytorium ZSRR i Korvatunturi stało się punktem granicznym. Św. Mikołaja "przeprowadzono" więc do miasta Rovaniemi, ale część listów nadal trafia na stary adres.